# Pringle (Dakota Południowa)
Pringle – miasto w Stanach Zjednoczonych, w stanie Dakota Południowa, w hrabstwie Custer.